# Euthalia jadeitina
Euthalia jadeitina är en fjärilsart som beskrevs av Hans Fruhstorfer 1913. Euthalia jadeitina ingår i släktet Euthalia och familjen praktfjärilar. Inga underarter finns listade i Catalogue of Life.